# Маскарад (фильм, 2022)

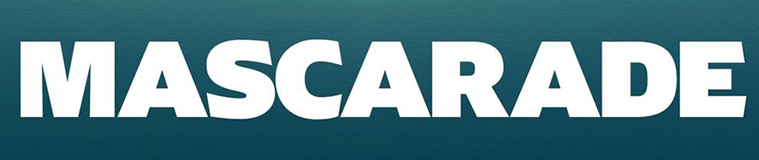

«Маскарад» (фр. Mascarade) — художественный фильм 2022 года французского режиссёра Николя Бедоса с Пьером Нинэ, Мариной Вакт и Изабель Аджани в главных ролях. Его премьера состоялась на Каннском кинофестивале.

## Сюжет
Главный герой фильма — Адриен, который был танцором, но прервал карьеру из-за аварии. С этого момента он ведёт жизнь альфонса на вилле пожилой кинозвезды Марты Дюваль на Лазурном берегу. Жизнь Адриена меняется после встречи с Марго — красивой девушкой, добывающей деньги с помощью мошенничеств и связей с богатыми мужчинами. Молодые люди придумывают две аферы, чтобы заработать сразу большую сумму денег. Подробности этих афер зритель узнаёт из ряда флешбэков: основное действие происходит в суде, где рассматривается дело одной из жертв Адриена и Марго.

## В ролях
- Пьер Нинэ — Адриен
- Изабель Аджани — Марта
- Марина Вакт — Марго
- Франсуа Клюзе — Симон
- Эммануэль Дево — Кэрол
- Лаура Моранте — Джулия
- Джеймс Уилби — Томас
- Шарль Берлен — Жан-Шарль
- Николя Бриансон
- Кристиана Милле

## Создание и оценки
Режиссёром картины стал Николя Бедос, он же написал сценарий. Главные роли получили Изабель Аджани, Пьер Нинэ, Франсуа Клюзе. Фильм снимали в 2021 году во французской Ницце и в Парижском регионе. В СМИ проект характеризуют как «амбициозный»; его бюджет составляет 14 миллионов евро, Бедос постарался заново собрать съемочную группу, работавшую над фильмом 2019 года «Прекрасная эпоха» (в частности, это сценограф Стефан Розенбаум и художник по костюмам Эммануэль Юхновски). Сам режиссёр описал сюжет картины как «смесь преступлений и страсти».
Премьера фильма состоялась в мае 2022 года на Каннском кинофестивале. «Маскарад» показали вне программы. Дистрибуцией картины во Франции занималась компания Orange Studio.
На сайте-агрегаторе отзывов Rotten Tomatoes «Маскарад» получил рейтинг 83 % при средней оценке 7 из 10, на французском сайте AlloCiné его рейтинг составил 2,5 из 5. Обозреватель портала «Москва меняется» отметил, что в «Маскараде» Николя Бедос «из сюжета, достойного романов Сидни Шелдона, вылепил бойкий, насыщенный событиями палп про мошенников с непременной красивой жизнью в качестве фона и вполне нуаровым финалом».